# Johann Friedrich von Seidlitz
Johann Friedrich von Seidlitz (geb. 1. August 1684 in Mittel-Peilau, Fürstentum Schweidnitz; gest. 10. Juni 1763 in Pilgramshain, Landkreis Schweidnitz) war ein preußischer Landrat.

## Leben

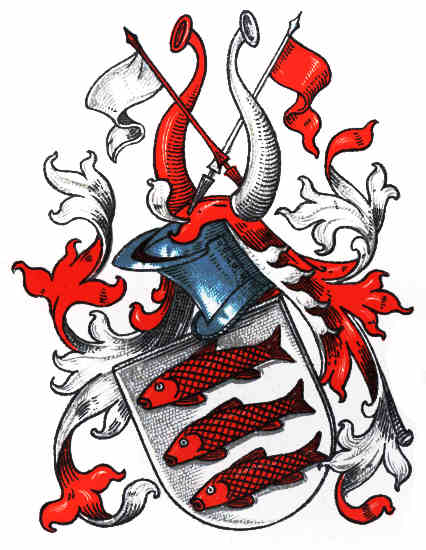
Stammwappen derer von Seidlitz-Ludwigsdorf

Johann Friedrich von Seidlitz war Angehöriger des schlesischen Uradelgeschlechts Seydlitz. Er war der Sohn des Joachim Sigismund von Seidlitz und Ludwigsdorf (1656–1714), Erbherr auf Mittel- und Nieder-Peilau, Landesältester des Fürstentums Schweidnitz-Jauer und dessen Ehefrau Anna Sophia, Tochter des Hans-Wolfram von Rothkirch. Im Dezember 1702 immatrikulierte er sich an der Universität Halle und wandte sich im Anschluss der Landwirtschaft zu. 1742 wurde er zum ersten Landrat des Kreises Striegau ernannt. Das Amt übte er bis 1759 aus, Nachfolger wurde 1760 sein Sohn Carl Sigismund von Seidlitz.

## Persönliches
Johann Friedrich von Seidlitz besaß Pfaffendorf, der Wert seiner Güter soll 71.000 Taler betragen haben. 1708 heiratete er Johanna Helene (1691–1764), eine Tochter des Sigismund Otto von Nostitz, Erbherr auf Laasan. Das Ehepaar hatte zwei Söhne.
- Carl Sigismund (1709–1762) wurde Nachfolger seines Vaters als Landrat im Kreis Striegau von 1760 bis 1762. Er war seit 1753 mit Hedwig Elisabeth, geb. von Zedlitz und Leipe (1716–1781) verheiratet.
- Carl Siegmund (1710–1767) war von 1765 bis 1767 ebenfalls Landrat im Kreis Striegau.